# Porcuna
Porcuna er en by og kommune i det sydlige Spanien i provinsen Jaén. Den har et indbyggertal på 5.907 (2024) indbyggere.